# 劳雷阿纳奇伦托
劳雷阿纳奇伦托（義大利語：Laureana Cilento），是意大利萨莱诺省的一个市镇。总面积13平方公里，人口1175人，人口密度90.4人/平方公里（2009年）。ISTAT代码为065060。